# Morti nel 1101
| Questa pagina contiene informazioni ricavate automaticamente dalle voci biografiche con l'ausilio del template Bio e di un bot. L'aggiornamento è periodico e automatico e ricostruisce completamente la pagina. Se manca una persona in questa lista, sei pregato di non aggiungerla, ma accertati piuttosto che la sua voce biografica contenga il template Bio e che i dati anagrafici siano correttamente compilati. Se il template Bio manca, inseriscilo tu stesso o, in alternativa, metti l'avviso {{tmp\|Bio}} che ne segnala la mancanza. Se i dati riportati sono sbagliati, correggi direttamente la voce biografica; le modifiche saranno visibili in questa lista entro pochi giorni. Per chiarimenti vedi il progetto biografie. La lista contiene solo le 19 persone che sono citate nell'enciclopedia e per le quali è stato implementato correttamente il template Bio. Pagina aggiornata al 2 lug 2025. |

- 16 maggio - Liemaro, arcivescovo cattolico tedesco
- 22 giugno - Ruggero I di Sicilia, sovrano normanno
- 27 luglio - Corrado di Lorena, sovrano (n. 1074)
- 27 luglio - Ugo d'Avranches, nobile francese
- 24 agosto - Su Shi, poeta cinese (n. 1037)
- 30 settembre - Anselmo IV da Bovisio, arcivescovo cattolico italiano
- 6 ottobre - Bruno di Colonia, monaco cristiano tedesco
- 18 ottobre - Ugo I di Vermandois, nobile franco (n. 1057)
- 9 novembre - Guelfo IV d'Este, duca
- Amat d'Oloron, vescovo francese
- Enrico di Frisia, nobile tedesco
- Ermengarda di Carcassona, nobile francese
- Giuffrido Burel di Amboise, nobile e cavaliere medievale francese
- Ida d'Austria, nobile austriaca
- Nāropā, mistico e monaco buddhista indiano (n. 1016)
- Rinaldo II di Borgogna, conte
- Su Song, scienziato, matematico e politico cinese (n. 1020)
- Urraca di Zamora
- Al-Musta'li, imam (n. 1074)